# Mesquer
Mesquer is een gemeente in het Franse departement Loire-Atlantique (regio Pays de la Loire). De plaats maakt deel uit van het arrondissement Saint-Nazaire. Mesquer telde op 1 januari 2022 2.156 inwoners.

## Geografie
De oppervlakte van Mesquer bedroeg op 1 januari 2022 16,72 vierkante kilometer; de bevolkingsdichtheid was toen 128,9 inwoners per km².

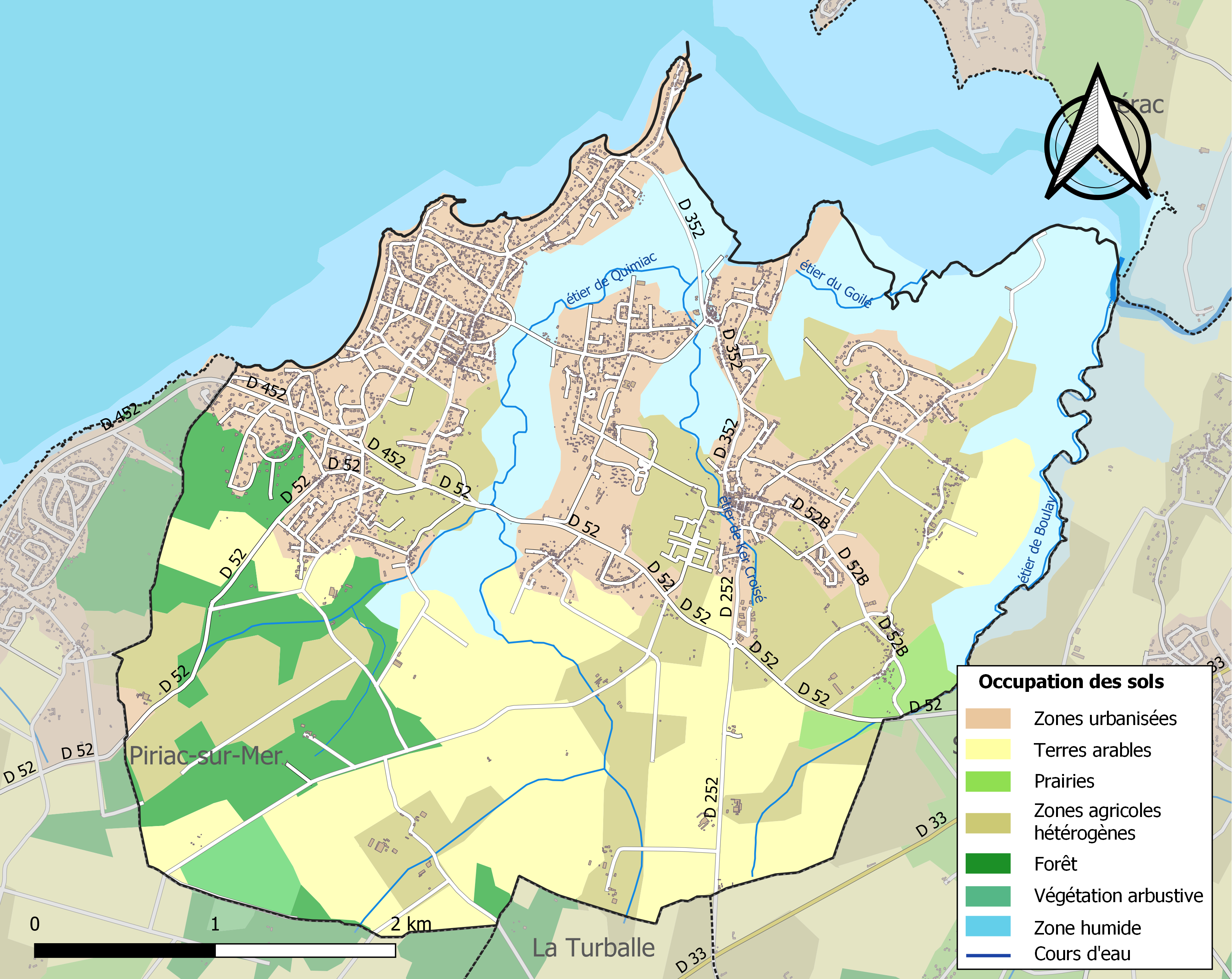
Kaart van de gemeente met de belangrijkste infrastructuur, bodemgebruik en omliggende gemeenten

## Demografie
Onderstaande figuur toont het verloop van het inwonertal (bron: INSEE-tellingen).

## Geboren in Mesquer
- Hélène Cadou (1922-2014), dichteres